# بانک پنجاب
بانک پنجاب (انگلیسی: Bank of Punjab) شرکت خدمات مالی و بانکداری پاکستانی است، که در سال ۱۹۸۹ تأسیس شد.